# Lista dos deputados provinciais da 12.ª legislatura de Santa Catarina
Lista dos deputados provinciais de Santa Catarina - 12ª legislatura (1858 — 1859).

A partir desta legislatura a província passou a ser composta de três colégios eleitorais. Do total de 20 deputados e 11 suplentes, a eleição seguiria a seguinte composição:
- Desterro: 9 deputados e 5 suplentes
- Laguna: 6 deputados e 3 suplentes
- São Francisco do Sul: 5 deputados e 3 suplentes.

| Nº | Deputado                                      | Colégio eleitoral    |
| -- | --------------------------------------------- | -------------------- |
| 1  | Júlio Henrique de Melo e Alvim                | Desterro             |
| 2  | Marcelino Antônio Dutra                       | Desterro             |
| 3  | Joaquim Xavier Neves                          | Desterro             |
| 4  | Francisco de Almeida Varela                   | Desterro             |
| 5  | Manuel Moreira da Silva                       | Desterro             |
| 6  | Afonso de Albuquerque e Melo                  | Desterro             |
| 7  | Macário César de Alexandria e Sousa           | Desterro             |
| 8  | José Silveira de Sousa                        | Desterro             |
| 9  | José Bonifácio Caldeira de Andrada            | Desterro             |
| 10 | Marcelino Antônio Dutra                       | Laguna               |
| 11 | Manuel Alves Martins                          | Laguna               |
| 12 | Jesuíno Lamego da Costa                       | Laguna               |
| 13 | Francisco José de Oliveira                    | Laguna               |
| 14 | João Antônio Lopes Gondin                     | Laguna               |
| 15 | Caetano de Araújo Figueiredo Mendonça Furtado | Laguna               |
| 16 | ?                                             | São Francisco do Sul |
| 17 | ?                                             | São Francisco do Sul |
| 18 | ?                                             | São Francisco do Sul |
| 19 | ?                                             | São Francisco do Sul |
| 20 | ?                                             | São Francisco do Sul |